# Danilo Popivoda
Danilo Popivoda (1. května 1947 Lovćenac – 9. září 2021 Bijela) byl jugoslávský fotbalista slovinské národnosti, záložník a útočník. Zemřel 9. září 2021 ve věku 74 let na rakovinu.

## Fotbalová kariéra
Hrál v jugoslávské lize za NK Olimpija Lublaň a v německé bundeslize za Eintracht Frankfurt. V roce 1974 byl nejlepším střelcem jugoslávské ligy. Na Mistrovství světa ve fotbale 1974 byl členem jugoslávské reprezentace, nastoupil v 1 utkání. Byl členem jugoslávské reprezentace na Mistrovství Evropy ve fotbale 1976, nastoupil ve 2 utkáních a dal 1 gól. Celkem za reprezentaci Jugoslávie nastoupil v letech 1972-1977 ve 20 utkáních a dal 5 gólů.

## Ligová bilance
| Ročník                                  | Zápasy | Góly | Klub                   |
| --------------------------------------- | ------ | ---- | ---------------------- |
| Jugoslávská Prva liga 1965/66           | 4      | 0    | NK Olimpija Lublaň     |
| Jugoslávská Prva liga 1966/67           | 11     | 2    | NK Olimpija Lublaň     |
| Jugoslávská Prva liga 1967/68           | 11     | 1    | NK Olimpija Lublaň     |
| Jugoslávská Prva liga 1968/69           | 29     | 3    | NK Olimpija Lublaň     |
| Jugoslávská Prva liga 1969/70           | 25     | 4    | NK Olimpija Lublaň     |
| Jugoslávská Prva liga 1970/71           | 23     | 6    | NK Olimpija Lublaň     |
| Jugoslávská Prva liga 1971/72           | 25     | 7    | NK Olimpija Lublaň     |
| Jugoslávská Prva liga 1972/73           | 34     | 8    | NK Olimpija Lublaň     |
| Jugoslávská Prva liga 1973/74           | 32     | 17   | NK Olimpija Lublaň     |
| Jugoslávská Prva liga 1974/75           | 32     | 10   | NK Olimpija Lublaň     |
| Německá fotbalová Bundesliga 1975/76    | 15     | 4    | Eintracht Braunschweig |
| Německá fotbalová Bundesliga 1976/77    | 26     | 9    | Eintracht Braunschweig |
| Německá fotbalová Bundesliga 1977/78    | 29     | 7    | Eintracht Braunschweig |
| Německá fotbalová Bundesliga 1978/79    | 34     | 5    | Eintracht Braunschweig |
| Německá fotbalová Bundesliga 1979/80    | 22     | 5    | Eintracht Braunschweig |
| 2. německá fotbalová Bundesliga 1980/81 | 3      | 0    | Eintracht Braunschweig |
| Jugoslávská Prva liga 1981/82           | 1      | 0    | NK Olimpija Lublaň     |
| CELKEM                                  | 356    | 88   |                        |

### Individuální úspěchy
- Král střelců jugoslávské ligy: 1974